# Varese Football Club 1961-1962
Questa pagina raccoglie le informazioni riguardanti il Varese Football Club nelle competizioni ufficiali della stagione 1961-1962.

## Rosa
| N. |                   | Ruolo | Calciatore          |
| -- | ----------------- | ----- | ------------------- |
|    | Italia (bandiera) | A     | Benito Albini       |
|    | Italia (bandiera) | C     | Giancarlo Beltrami  |
|    | Italia (bandiera) | C     | Vittorio Bianchi    |
|    | Italia (bandiera) | A     | Enrico Borella      |
|    | Italia (bandiera) |       | Broggi              |
|    | Italia (bandiera) | A     | Giuseppe Cosma      |
|    | Italia (bandiera) | C     | Pietro Dalio        |
|    | Italia (bandiera) | A     | Franco Deasti       |
|    | Italia (bandiera) | D     | Pier Luigi Del Bene |
|    | Italia (bandiera) | D     | Rodolfo Beltrandi   |
|    | Italia (bandiera) | D     | Franco Fontana      |
|    | Italia (bandiera) | A     | Mario Garri         |
|    | Italia (bandiera) | D     | Fedele Greco        |
|    | Italia (bandiera) | P     | Antonio Lonardi     |

| N. |                   | Ruolo | Calciatore            |
| -- | ----------------- | ----- | --------------------- |
|    | Italia (bandiera) | C     | Pierluigi Magri       |
|    | Italia (bandiera) | C     | Giampiero Mangiarotti |
|    | Italia (bandiera) | A     | Giuseppe Marchetto    |
|    | Italia (bandiera) | D     | Ernesto Marcolini     |
|    | Italia (bandiera) | C     | Giancarlo Mezzalira   |
|    | Italia (bandiera) | P     | Carlo Mezzi           |
|    | Italia (bandiera) | A     | Giuseppe Orlando      |
|    | Italia (bandiera) | D     | Luigi Ossola          |
|    | Italia (bandiera) |       | Pagnoncelli           |
|    | Italia (bandiera) |       | Pastrello             |
|    | Italia (bandiera) | D     | Gastone Tellini       |
|    | Italia (bandiera) | C     | Angelo Volpato        |